# Кубок Англії з футболу 1998—1999
Кубок Англії з футболу 1998—1999 — 118-й розіграш найстарішого футбольного турніру у світі, Кубка виклику Футбольної Асоціації, також відомого як Кубок Англії.

## Кваліфікаційні раунди
Усі клуби, що беруть участь у змаганнях, але не грають Прем'єр-лізі або в Чемпіоншипі повинні пройти кваліфікаційні раунди.

## Перший раунд
На цій стадії турніру починають грати клуби з Першої та Другої ліг.
| Дата                      | Господарі              | Рахунок      | Гості                    |
| ------------------------- | ---------------------- | ------------ | ------------------------ |
| 13 листопада              | Манчестер Сіті         | 3:0          | Галіфакс Таун            |
| 13 листопада              | Свонсі Сіті            | 3:0          | Міллволл                 |
| 14 листопада              | Енфілд                 | 2:2          | Йорк Сіті                |
| 24 листопада Перегравання | Йорк Сіті              | 2:1          | Енфілд                   |
| 14 листопада              | Бедлінгтон Терріерс    | 4:1          | Колчестер Юнайтед        |
| 14 листопада              | Престон Норт-Енд       | 3:0          | Форд Юнайтед             |
| 14 листопада              | Йовіл Таун             | 2:2          | Вест Окленд Таун         |
| 24 листопада Перегравання | Вест Окленд Таун       | 1:1 пен. 3:5 | Йовіл Таун               |
| 14 листопада              | Редінг                 | 0:1          | Сток Сіті                |
| 14 листопада              | Волсолл                | 1:0          | Греслі Роверз            |
| 14 листопада              | Вокінг                 | 0:1          | Сканторп Юнайтед         |
| 14 листопада              | Маклсфілд Таун         | 2:2          | Слау Таун                |
| 24 листопада Перегравання | Слау Таун              | 1:1 пен. 8:9 | Маклсфілд Таун           |
| 14 листопада              | Скарборо               | 1:1          | Рочдейл                  |
| 24 листопада Перегравання | Рочдейл                | 2:0          | Скарборо                 |
| 14 листопада              | Рексем                 | 1:0          | Пітерборо Юнайтед        |
| 14 листопада              | Генсфорд Таун          | 3:1          | Барнет                   |
| 14 листопада              | Вікем Вондерерз        | 1:0          | Честерфілд               |
| 14 листопада              | Брентфорд              | 5:0          | Кемберлі Таун            |
| 14 листопада              | Бристоль Роверз        | 3:0          | Веллінг Юнайтед          |
| 14 листопада              | Нортгемптон Таун       | 2:1          | Ланкастер Сіті           |
| 14 листопада              | Плімут Аргайл          | 0:0          | Кіддермінстер Гарріерз   |
| 1 грудня Перегравання     | Кіддермінстер Гарріерз | 0:0 пен. 4:5 | Плімут Аргайл            |
| 14 листопада              | Олдем Атлетік          | 2:0          | Джиллінгем               |
| 14 листопада              | Вустер Сіті            | 0:1          | Торкі Юнайтед            |
| 14 листопада              | Саутенд Юнайтед        | 0:1          | Донкастер Роверз         |
| 14 листопада              | Менсфілд Таун          | 2:1          | Хейз                     |
| 14 листопада              | Кардіфф Сіті           | 6:0          | Честер Сіті              |
| 14 листопада              | Челтенгем Таун         | 0:1          | Лінкольн Сіті            |
| 14 листопада              | Кінгстоніан            | 1:0          | Бертон Альбіон           |
| 14 листопада              | Далвіч Гамлет          | 0:1          | Саутпорт                 |
| 14 листопада              | Ранкорн                | 1:1          | Стівенідж Боро           |
| 23 листопада Перегравання | Стівенідж Боро         | 2:0          | Ранкорн                  |
| 14 листопада              | Віган Атлетік          | 4:3          | Блекпул                  |
| 14 листопада              | Тамверт                | 2:2          | Ексетер Сіті             |
| 24 листопада Перегравання | Ексетер Сіті           | 4:1          | Тамверт                  |
| 14 листопада              | Лейтон Орієнт          | 4:2          | Брайтон енд Гоув Альбіон |
| 14 листопада              | Бейсінгстоук Таун      | 1:2          | Борнмут                  |
| 14 листопада              | Телфорд Юнайтед        | 0:2          | Кембридж Юнайтед         |
| 14 листопада              | Гартліпул Юнайтед      | 2:1          | Карлайл Юнайтед          |
| 14 листопада              | Рашден енд Даймондс    | 1:0          | Шрусбері Таун            |
| 14 листопада              | Солсбері Сіті          | 0:2          | Галл Сіті                |
| 15 листопада              | Борем Вуд              | 2:3          | Лутон Таун               |
| 15 листопада              | Фулгем                 | 1:1          | Лі РМІ                   |
| 24 листопада Перегравання | Лі РМІ                 | 0:2          | Фулгем                   |
| 15 листопада              | Емлі                   | 1:1          | Ротергем Юнайтед         |
| 24 листопада Перегравання | Ротергем Юнайтед       | 3:1          | Емлі                     |
| 15 листопада              | Хендон                 | 0:0          | Ноттс Каунті             |
| 1 грудня Перегравання     | Ноттс Каунті           | 3:0          | Хендон                   |
| 17 листопада              | Дарлінгтон             | 3:2          | Бернлі                   |

## Другий раунд
До другого раунду увійшли переможці першого раунду. 
| Дата                   | Господарі           | Рахунок      | Гості               |
| ---------------------- | ------------------- | ------------ | ------------------- |
| 4 грудня               | Дарлінгтон          | 1:1          | Манчестер Сіті      |
| 15 грудня Перегравання | Манчестер Сіті      | 1:0          | Дарлінгтон          |
| 5 грудня               | Престон Норт-Енд    | 2:0          | Волсолл             |
| 5 грудня               | Рочдейл             | 0:0          | Ротергем Юнайтед    |
| 15 грудня Перегравання | Ротергем Юнайтед    | 4:0          | Рочдейл             |
| 5 грудня               | Йовіл Таун          | 2:0          | Нортгемптон Таун    |
| 5 грудня               | Ноттс Каунті        | 1:1          | Віган Атлетік       |
| 15 грудня Перегравання | Віган Атлетік       | 0:0 пен. 2:4 | Ноттс Каунті        |
| 5 грудня               | Маклсфілд Таун      | 4:1          | Кембридж Юнайтед    |
| 5 грудня               | Лінкольн Сіті       | 4:1          | Стівенідж Боро      |
| 5 грудня               | Лутон Таун          | 1:2          | Галл Сіті           |
| 5 грудня               | Донкастер Роверз    | 0:0          | Рашден енд Даймондс |
| 15 грудня Перегравання | Рашден енд Даймондс | 4:2          | Донкастер Роверз    |
| 5 грудня               | Рексем              | 2:1          | Йорк Сіті           |
| 5 грудня               | Вікем Вондерерз     | 1:1          | Плімут Аргайл       |
| 15 грудня Перегравання | Плімут Аргайл       | 3:2          | Вікем Вондерерз     |
| 5 грудня               | Фулгем              | 4:2          | Гартліпул Юнайтед   |
| 5 грудня               | Олдем Атлетік       | 1:1          | Брентфорд           |
| 15 грудня Перегравання | Брентфорд           | 2:2 пен. 2:4 | Олдем Атлетік       |
| 5 грудня               | Ексетер Сіті        | 2:2          | Бристоль Роверз     |
| 15 грудня Перегравання | Бристоль Роверз     | 5:0          | Ексетер Сіті        |
| 5 грудня               | Сканторп Юнайтед    | 2:0          | Бедлінгтон Терріерс |
| 5 грудня               | Менсфілд Таун       | 1:2          | Саутпорт            |
| 5 грудня               | Кардіфф Сіті        | 3:1          | Генсфорд Таун       |
| 5 грудня               | Торкі Юнайтед       | 0:1          | Борнмут             |
| 5 грудня               | Свонсі Сіті         | 1:0          | Сток Сіті           |
| 6 грудня               | Кінгстоніан         | 0:0          | Лейтон Орієнт       |
| 15 грудня Перегравання | Лейтон Орієнт       | 2:1          | Кінгстоніан         |

## Третій раунд
Переможці другого раунду зіграли з усіма командами з Прем'єр-ліги та Чемпіоншипу.
| Дата                  | Господарі            | Рахунок | Гості                   |
| --------------------- | -------------------- | ------- | ----------------------- |
| 2 січня               | Астон Вілла          | 3:0     | Галл Сіті               |
| 2 січня               | Блекберн Роверз      | 2:0     | Чарльтон Атлетик        |
| 2 січня               | Болтон Вондерерз     | 1:2     | Вулвергемптон Вондерерз |
| 2 січня               | Борнмут              | 1:0     | Вест-Бромвіч Альбіон    |
| 2 січня               | Бредфорд Сіті        | 2:1     | Грімсбі Таун            |
| 2 січня               | Бристоль Сіті        | 0:2     | Евертон                 |
| 2 січня               | Бері                 | 0:3     | Стокпорт Каунті         |
| 2 січня               | Кардіфф Сіті         | 1:1     | Йовіл Таун              |
| 12 січня Перегравання | Йовіл Таун           | 1:2 дч  | Кардіфф Сіті            |
| 2 січня               | Ковентрі Сіті        | 7:0     | Маклсфілд Таун          |
| 2 січня               | Кру Александра       | 1:3     | Оксфорд Юнайтед         |
| 2 січня               | Лестер Сіті          | 4:2     | Бірмінгем Сіті          |
| 2 січня               | Лінкольн Сіті        | 0:1     | Сандерленд              |
| 2 січня               | Ньюкасл Юнайтед      | 2:1     | Крістал Пелес           |
| 2 січня               | Ноттінгем Форест     | 0:1     | Портсмут                |
| 2 січня               | Олдем Атлетік        | 0:2     | Челсі                   |
| 2 січня               | Плімут Аргайл        | 0:3     | Дербі Каунті            |
| 2 січня               | Квінз Парк Рейнджерс | 0:1     | Гаддерсфілд Таун        |
| 2 січня               | Ротергем Юнайтед     | 0:1     | Бристоль Роверз         |
| 2 січня               | Рашден енд Даймондс  | 0:0     | Лідс Юнайтед            |
| 13 січня Перегравання | Лідс Юнайтед         | 3:1     | Рашден енд Даймондс     |
| 2 січня               | Шеффілд Юнайтед      | 1:1     | Ноттс Каунті            |
| 23 січня Перегравання | Ноттс Каунті         | 3:4     | Шеффілд Юнайтед         |
| 2 січня               | Саутгемптон          | 1:1     | Фулгем                  |
| 13 січня Перегравання | Фулгем               | 1:0     | Саутгемптон             |
| 2 січня               | Саутпорт             | 0:2     | Лейтон Орієнт           |
| 2 січня               | Свіндон Таун         | 0:0     | Барнслі                 |
| 19 січня Перегравання | Барнслі              | 3:1     | Свіндон Таун            |
| 2 січня               | Тоттенгем Готспур    | 5:2     | Вотфорд                 |
| 2 січня               | Транмер Роверз       | 0:1     | Іпсвіч Таун             |
| 2 січня               | Вест Гем Юнайтед     | 1:1     | Свонсі Сіті             |
| 13 січня Перегравання | Свонсі Сіті          | 1:0     | Вест Гем Юнайтед        |
| 2 січня               | Вімблдон             | 1:0     | Манчестер Сіті          |
| 2 січня               | Рексем               | 4:3     | Сканторп Юнайтед        |
| 3 січня               | Манчестер Юнайтед    | 3:1     | Мідлсбро                |
| 3 січня               | Порт Вейл            | 0:3     | Ліверпуль               |
| 3 січня               | Шеффілд Венсдей      | 4:1     | Норвіч Сіті             |
| 4 січня               | Престон Норт-Енд     | 2:4     | Арсенал                 |

## Четвертий раунд
У цьому раунді зіграли переможці попереднього етапу.
| Дата                  | Господарі               | Рахунок | Гості             |
| --------------------- | ----------------------- | ------- | ----------------- |
| 23 січня              | Астон Вілла             | 0:2     | Фулгем            |
| 23 січня              | Барнслі                 | 3:1     | Борнмут           |
| 23 січня              | Блекберн Роверз         | 1:0     | Сандерленд        |
| 23 січня              | Бристоль Роверз         | 3:1     | Лейтон Орієнт     |
| 23 січня              | Евертон                 | 1:0     | Іпсвіч Таун       |
| 23 січня              | Лестер Сіті             | 0:3     | Ковентрі Сіті     |
| 23 січня              | Ньюкасл Юнайтед         | 3:0     | Бредфорд Сіті     |
| 23 січня              | Портсмут                | 1:5     | Лідс Юнайтед      |
| 23 січня              | Шеффілд Венсдей         | 2:0     | Стокпорт Каунті   |
| 23 січня              | Свонсі Сіті             | 0:1     | Дербі Каунті      |
| 23 січня              | Вімблдон                | 1:1     | Тоттенгем Готспур |
| 2 лютого Перегравання | Тоттенгем Готспур       | 3:0     | Вімблдон          |
| 23 січня              | Рексем                  | 1:1     | Гаддерсфілд Таун  |
| 3 лютого Перегравання | Гаддерсфілд Таун        | 2:1     | Рексем            |
| 24 січня              | Манчестер Юнайтед       | 2:1     | Ліверпуль         |
| 24 січня              | Вулвергемптон Вондерерз | 1:2     | Арсенал           |
| 25 січня              | Оксфорд Юнайтед         | 1:1     | Челсі             |
| 3 лютого Перегравання | Челсі                   | 4:2     | Оксфорд Юнайтед   |
| 27 січня              | Шеффілд Юнайтед         | 4:1     | Кардіфф Сіті      |

## П'ятий раунд
На цьому етапі зіграли переможці попереднього раунду.
| Дата                   | Господарі         | Рахунок | Гості             |
| ---------------------- | ----------------- | ------- | ----------------- |
| 13 лютого              | Арсенал           | 2:1     | Шеффілд Юнайтед   |
| 13 лютого              | Барнслі           | 4:1     | Бристоль Роверз   |
| 13 лютого              | Евертон           | 2:1     | Ковентрі Сіті     |
| 13 лютого              | Гаддерсфілд Таун  | 2:2     | Дербі Каунті      |
| 24 лютого Перегравання | Дербі Каунті      | 3:1     | Гаддерсфілд Таун  |
| 13 лютого              | Лідс Юнайтед      | 1:1     | Тоттенгем Готспур |
| 24 лютого Перегравання | Тоттенгем Готспур | 2:0     | Лідс Юнайтед      |
| 13 лютого              | Шеффілд Венсдей   | 0:1     | Челсі             |
| 14 лютого              | Манчестер Юнайтед | 1:0     | Фулгем            |
| 14 лютого              | Ньюкасл Юнайтед   | 0:0     | Блекберн Роверз   |
| 24 лютого Перегравання | Блекберн Роверз   | 0:1     | Ньюкасл Юнайтед   |
| 23 лютого Перегравання | Арсенал           | 2:1     | Шеффілд Юнайтед   |

## Шостий раунд
На цьому етапі зіграли переможці попереднього раунду.
| Дата                    | Господарі         | Рахунок | Гості             |
| ----------------------- | ----------------- | ------- | ----------------- |
| 6 березня               | Арсенал           | 1:0     | Дербі Каунті      |
| 7 березня               | Манчестер Юнайтед | 0:0     | Челсі             |
| 10 березня Перегравання | Челсі             | 0:2     | Манчестер Юнайтед |
| 7 березня               | Ньюкасл Юнайтед   | 4:1     | Евертон           |
| 16 березня              | Барнслі           | 0:1     | Тоттенгем Готспур |

## Півфінали
У півфіналах зіграли команди, що перемогли на попередньому етапі.
| Дата                   | Господарі         | Рахунок | Гості             |
| ---------------------- | ----------------- | ------- | ----------------- |
| 11 квітня              | Манчестер Юнайтед | 0:0 дч  | Арсенал           |
| 14 квітня Перегравання | Манчестер Юнайтед | 2:1 дч  | Арсенал           |
| 11 квітня              | Ньюкасл Юнайтед   | 2:0 дч  | Тоттенгем Готспур |

## Фінал
| 22 травня 1999 |

| Манчестер Юнайтед       | 2:0      | Ньюкасл Юнайтед |
| ----------------------- | -------- | --------------- |
| Шерінгем 11' Скоулз 53' | Протокол |                 |

| Вемблі, Лондон Глядачів: 79 101 Арбітр: Пітер Джонс |